# Black Mountain (pasmo górskie)
Black Mountain (wal. Y Mynydd Du) – pasmo górskie w południowej Walii (Wielka Brytania), na pograniczu hrabstw Powys i Carmarthenshire, w zachodniej części Parku Narodowego Brecon Beacons. Najwyższy szczyt pasma to Fan Brycheiniog (802 m n.p.m.).
Zarówno angielska jak i walijska nazwa pasma oznaczają „czarną górę”. Na wschodzie pasmo sąsiaduje z masywem górskim Fforest Fawr, z pozostałych stron otoczone jest przez tereny nizinne – na północnym zachodzie dolinę rzeki Tywi, a na południu doliny rzek Tawe i Amman.
Przez pasmo przebiegają turystyczne szlaki piesze Beacons Way oraz Cambrian Way.